# Ngựa Iceland

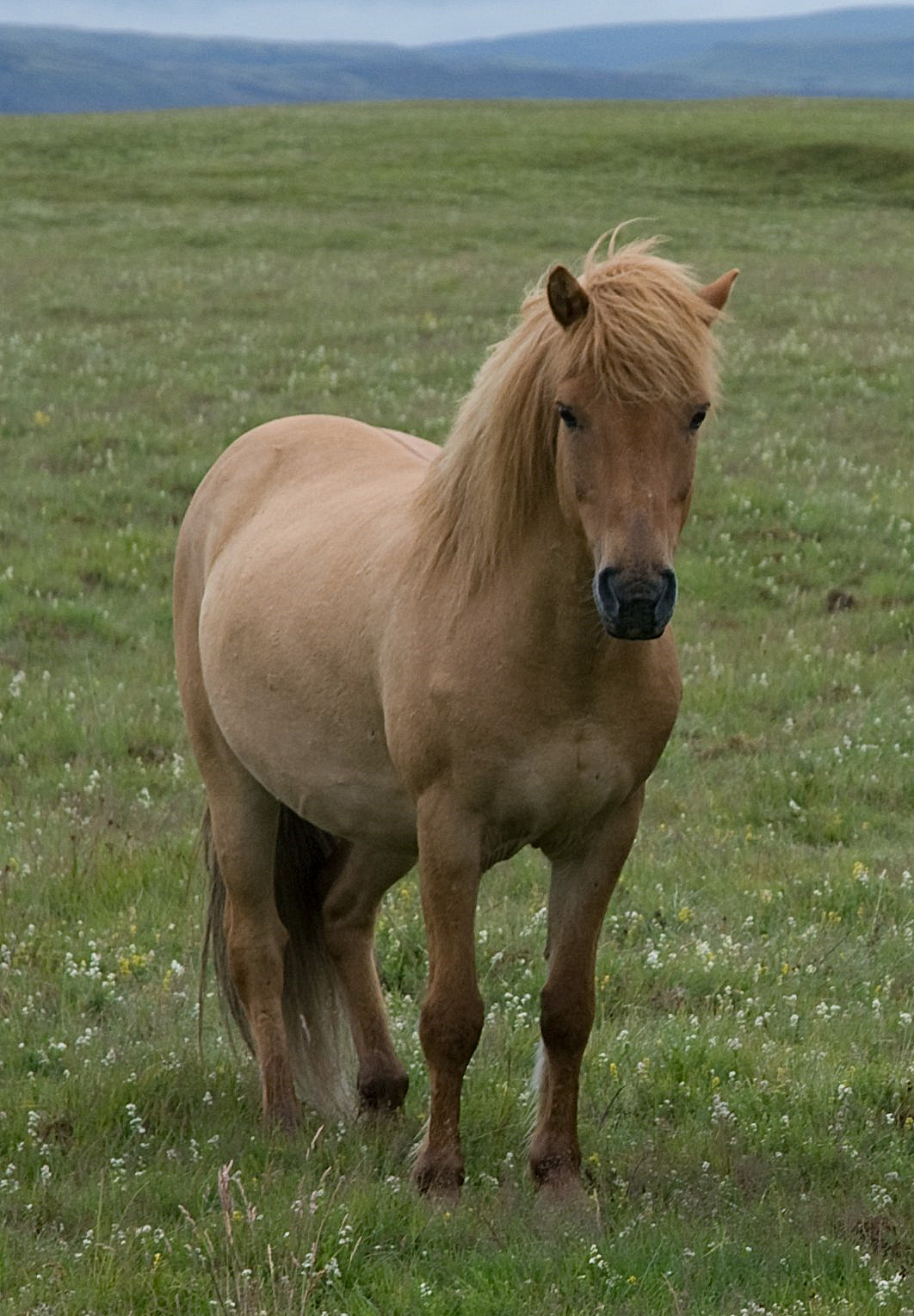
Một con ngựa lùn Băng Đảo

Ngựa Băng Đảo hay ngựa Iceland là một giống ngựa có nguồn gốc và được phát triển ở Iceland. Mặc dù những con ngựa nhỏ (ngựa giống lùn) nhưng hầu hết các cơ quan đăng ký tại Iceland đề cập đến nó như một con ngựa bình thường. Ngựa Iceland sống lâu và khỏe mạnh với những phẩm chất giống quý. Trong khu vực bản địa của chúng, chúng cũng có vài bệnh tật riêng. Luật lệ ở Iceland ngăn ngựa ngoại lai quay trở lại từ khi nhập khẩu vào nước này và động vật xuất khẩu không được phép quay trở lại (tái nhập khẩu hay tạm nhập tái xuất).
Ngựa Băng Đảo có vai trò rất quan trọng trong cuộc sống của người dân ở Băng Đảo, nó đã gắn bó với cuộc sống nơi đây suốt một thời gian dài trong lịch sử, và gắn với từng hoạt động của người dân từ sinh hoạt hàng ngày, đồng áng, săn bắn, chăn thả cho đến những cuộc thi đua ngựa, cũng như sử dụng trong chiến tranh. Người dân nơi đây cũng dành những tình cảm quý mến cho giống ngựa mà họ tự hào.

## Đại cương
Các dáng đi của ngựa Băng Đảo ngoài việc đi bộ điển hình, đi nước kiệu, chạy lúp xúp và phi nước đại thường được cho thấy bởi các giống khác. Các giống ngựa duy nhất của con ngựa ở Iceland, chúng cũng là phổ biến về mặt quốc tế, và các quần thể khá lớn tồn tại ở châu Âu và Bắc Mỹ. Giống ngựa này vẫn được sử dụng cho công việc truyền thống là chăn cừu trên quê hương của mình, cũng như để giải trí, trình diễn, và đua kéo xe. Được phát triển từ những con ngựa Bắc Âu đưa tới Iceland định cư trong các thế kỷ thứ 9 và thứ 10, các giống được đề cập trong văn học và tài liệu lịch sử trong suốt lịch sử Iceland, các ghi chép đầu tiên một con ngựa xuất hiện trong thế kỷ 12.
Ngựa này được tôn kính trong thần thoại Bắc Âu, một di cư mang đến Iceland định cư sớm nhất của đất nước. Chọn lọc nhân giống qua nhiều thế kỷ đã phát triển các giống vào hình thái hiện tại của nó. Chọn lọc tự nhiên cũng đã đóng một vai trò quan trọng, khi khí hậu khắc nghiệt Iceland loại bỏ nhiều ngựa qua thời tiết lạnh lẽo và đói kém. Trong thập niên 1780, phần lớn các giống ngựa đã bị tiêu diệt trong những hậu quả của một vụ phun trào núi lửa. Các Hiệp hội giống đầu tiên cho con ngựa Iceland đã được tạo ra ở Iceland vào năm 1904, và ngày nay giống được đại diện bởi các tổ chức trong 19 quốc gia khác nhau, được tổ chức theo một hiệp hội chủ quản, các Liên đoàn quốc tế của Hiệp hội Ngựa Iceland.

## Lịch sử
Ngựa Băng đảo có nguồn gốc từ lâu đời và gắn bó với cuộc sống của người Băng đảo trong suốt tiến trình lịch sử.

### Nguồn gốc

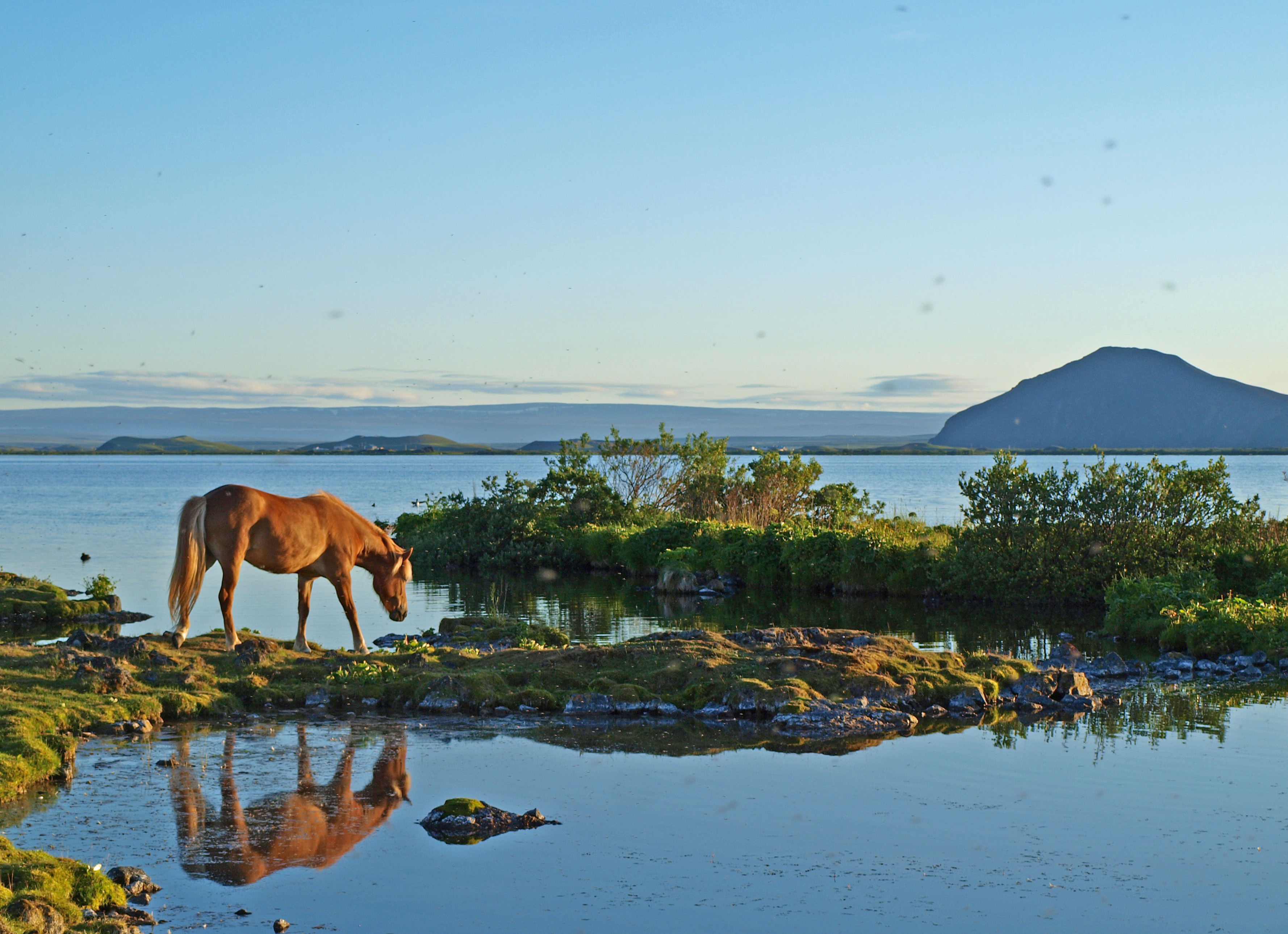

### Thời Trung Cổ

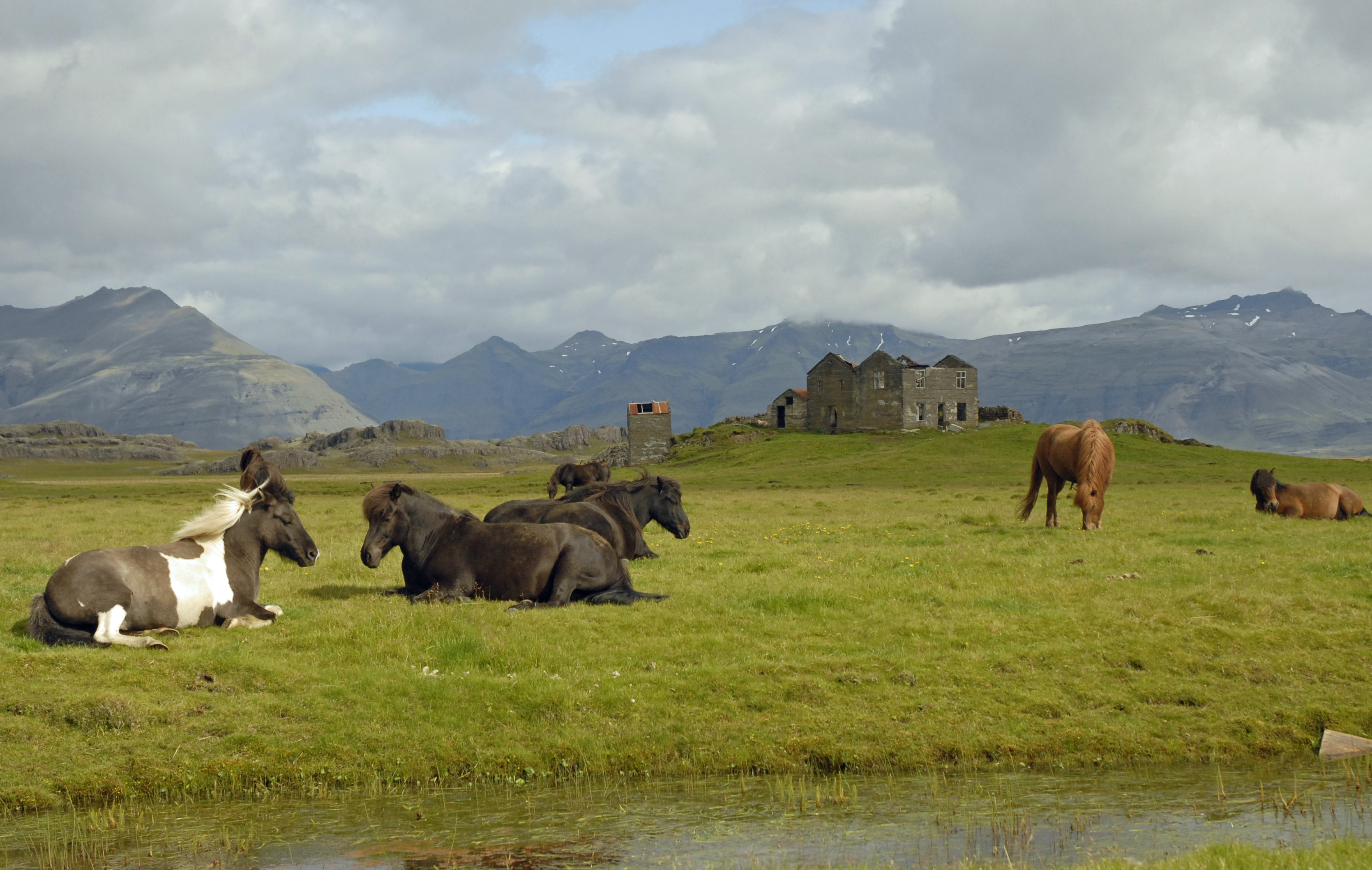
Một đàn ngựa trên thảo nguyên

## Đặc điểm

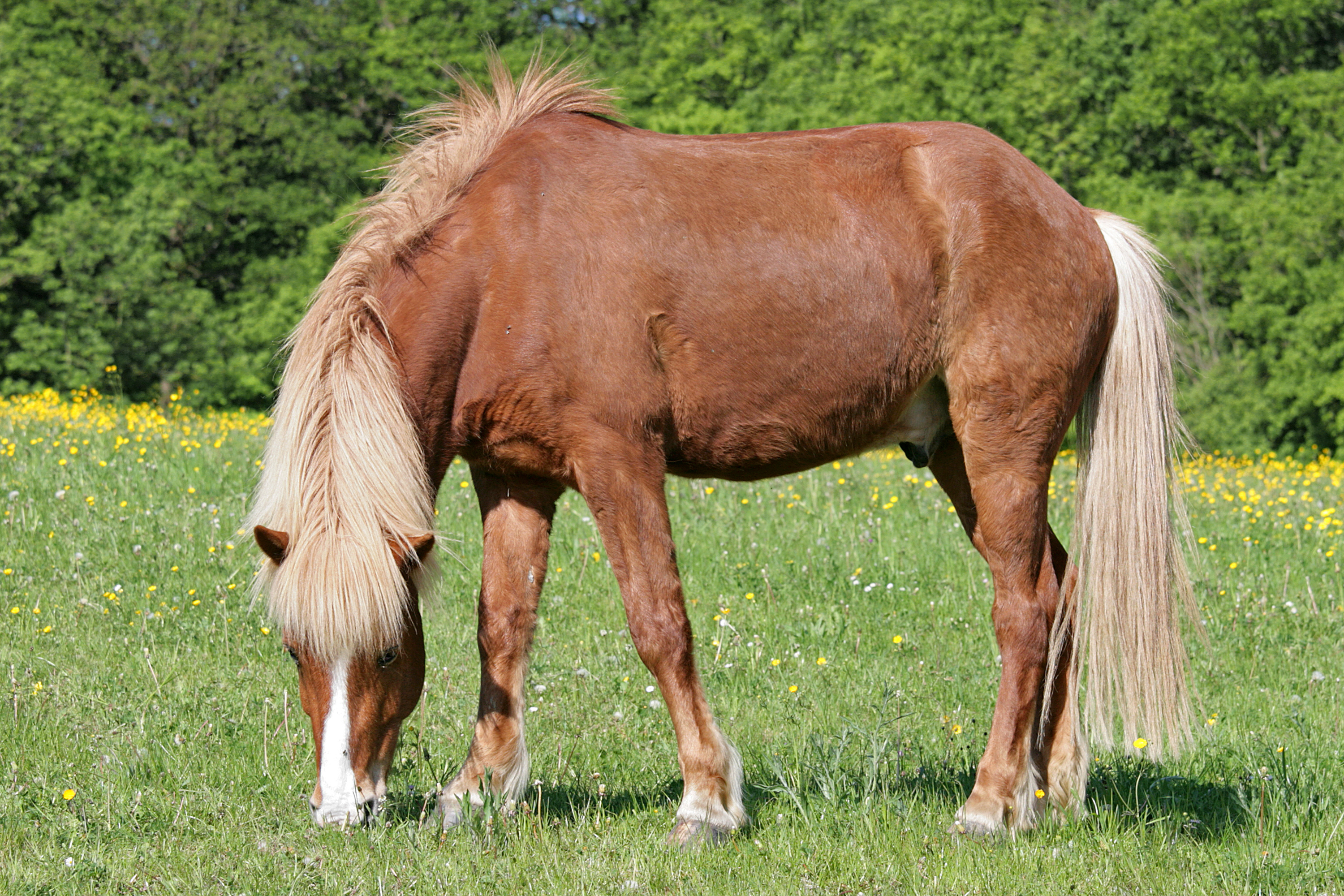
Tổng thể một con ngựa Băng Đảo

## Dáng ngựa

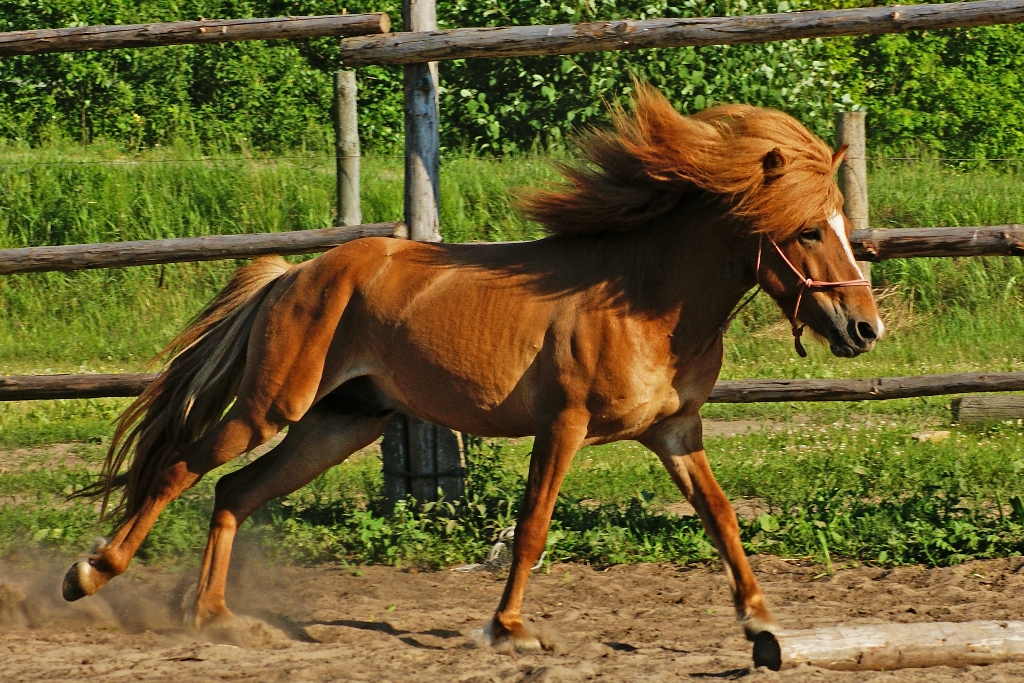
Một con ngựa đang chạy

## Sử dụng

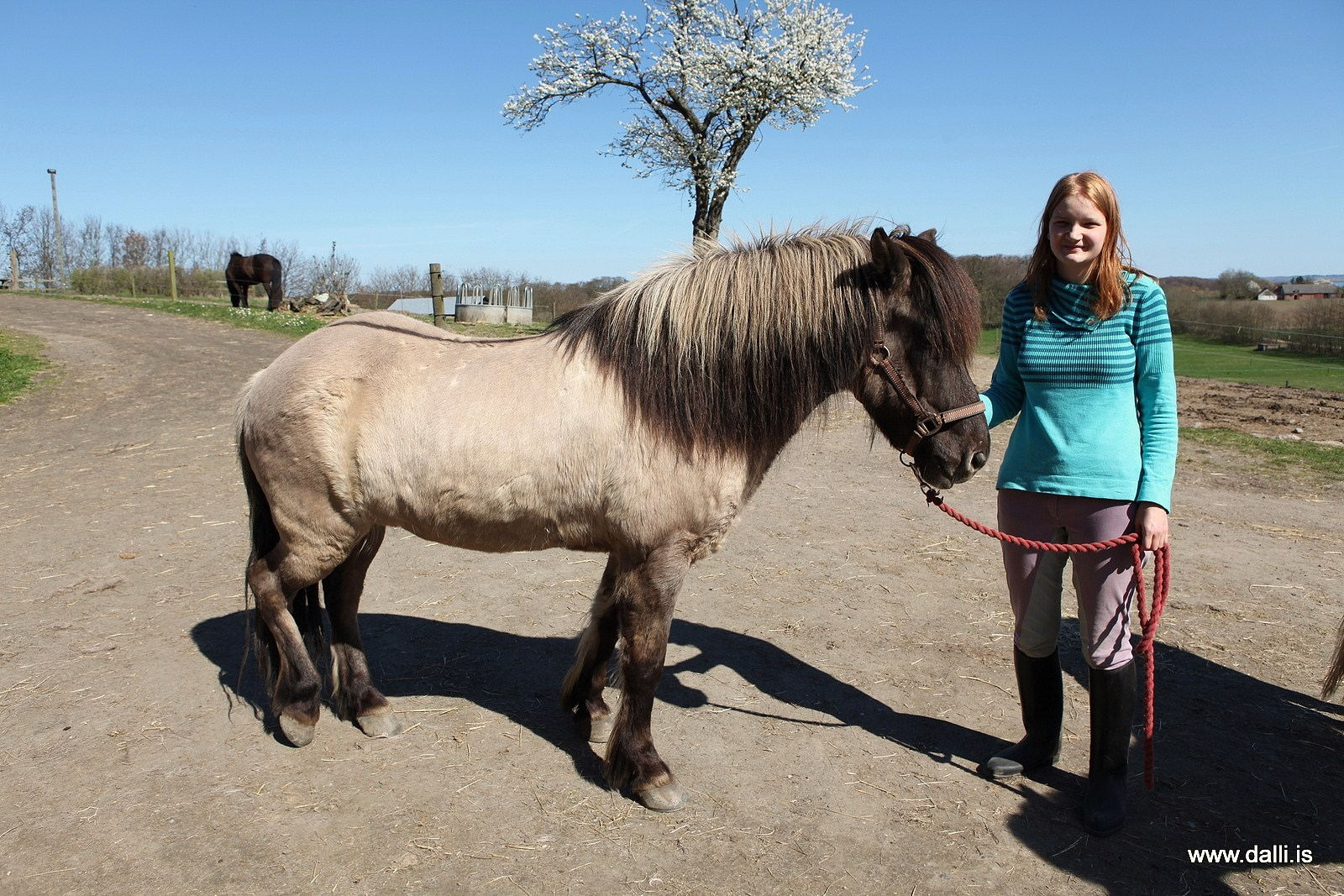

## Đăng ký

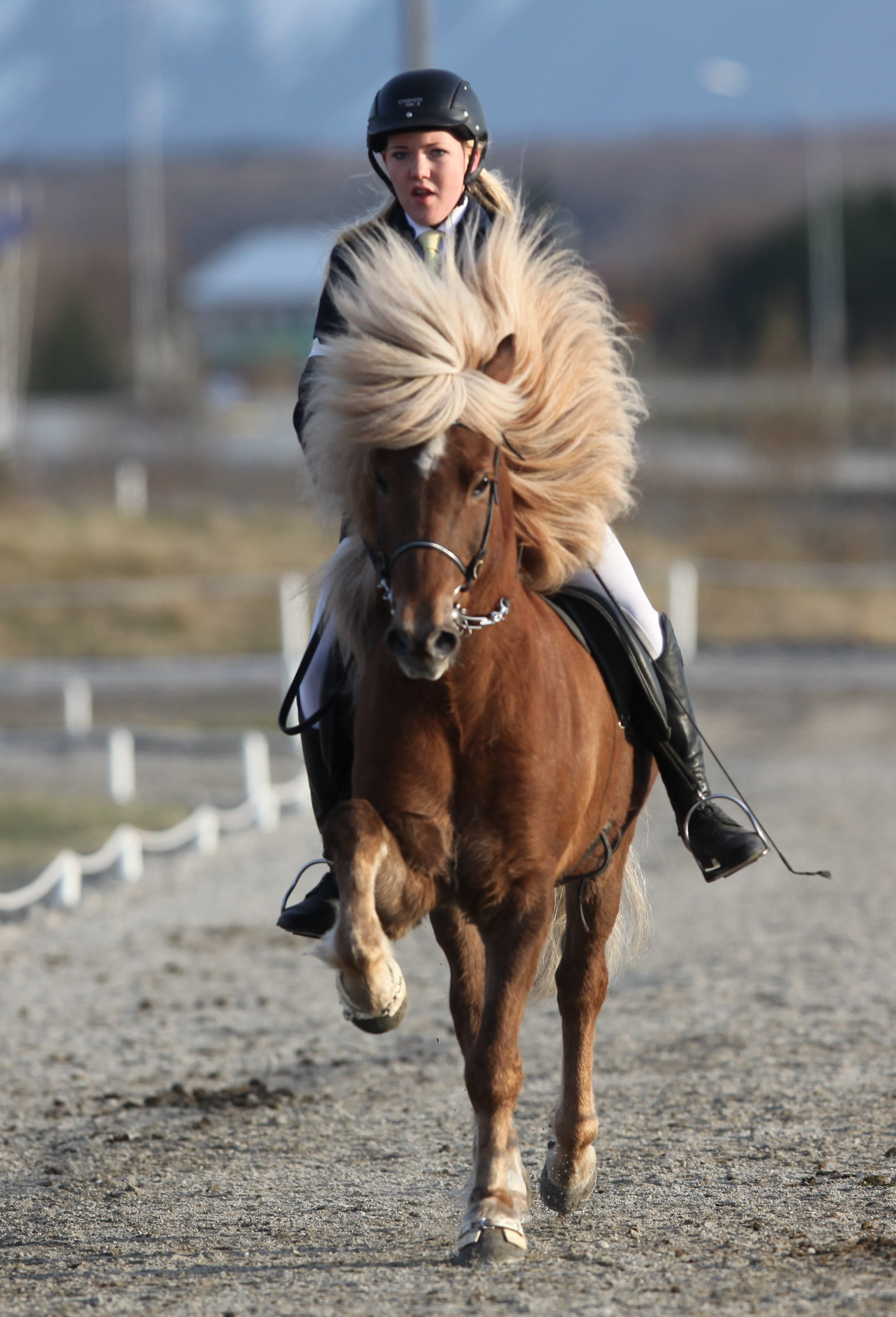